# Bahman Jalali
Bahman Jalali (Teerã, 1944 – Teerã, 15 de janeiro de 2010) foi um fotógrafo iraniano que desempenhou um papel significativo na formação de uma nova geração de fotógrafos iranianos. Ele ensinou fotografia em várias universidades no Irã por um período de 30 anos.

## Carreira
Jalali se formou em Economia pela Melli University em Teerã, e então começou sua carreira como fotógrafo na Tamasha Magazine em 1972. Em 1974, ingressou na Royal Photographic Society na Grã-Bretanha. Ele é mais conhecido por suas fotografias documentais da Revolução Iraniana em 1979 e da Guerra Irã-Iraque, mas depois da revolução ele se concentrou mais em ensinar fotografia em universidades iranianas do que em praticá-la. Jalali foi membro fundador e curador do Museu de Fotografia de Teerã (também conhecido como Akskhaneh Shahr), o primeiro museu de fotografia do Irã.
Seu último trabalho foi uma série de fotos chamada "Image of Imaginations", que levou três anos (2003–2006) para ser concluída. Era uma mistura de flores ou caligrafia iraniana com velhas fotografias tiradas da história fotográfica iraniana. Jalali explicou mais tarde: "Fui exposto a muitas imagens de fotógrafos pouco conhecidos em todo o país. As que pude guardar, guardei como lembranças e outras deixaram suas marcas em minha imaginação". O Museu de Belas Artes de Nantes comprou esta série de fotos para sua coleção.
Jalali recebeu uma homenagem especial por seus quarenta anos de carreira fotográfica pela Fundació Antoni Tàpies em Barcelona com uma exposição individual com curadoria de Catherine David de setembro a dezembro de 2007 e a publicação de uma monografia. Ele foi um colaborador da exposição no British Museum, Londres, "Word into Art: Artists of the Modern Middle East" em 2006. 
Até o fim da vida, Jalali foi membro do conselho editorial da Aksnameh, um jornal bimestral de fotografia em Teerã.
O fotógrafo veterano estava sendo tratado de câncer pancreático na Alemanha. Ele voltou para sua casa em Teerã em 14 de janeiro de 2010 e morreu na manhã seguinte com 65 anos.
Seu trabalho está em várias coleções, incluindo Musée des Beaux-Arts de Nantes, Museu Britânico, Museu de Arte do Condado de Los Angeles (LACMA), Museu Sprengel, Hannover e Museu de Arte Contemporânea de Teerã.
Jalali era marido da fotógrafa Rana Javadi.

## Publicações
- Days of Blood, Days of Fire. Tehran: Zamineh, 1979.
  - Leipzig: Spector, 2020. ISBN 978-3940064455. Com ensaios em persa e inglês. 35 fotografias de Jalali, 16 de Rana Javadi e algumas de outros.[4]
- Bahman Jalali. Barcelona: Fundaciò Antoni Tàpies, 2007. Editado por Cathérine David. ISBN 978-8488786326. 296 páginas. Publicado por ocasião de uma exposição.
- Anahita Ghabaian Etehadieh, sous la direction de, "La photographie iranienne, Un regard sur la création contemporaine" (L'Atelier d'édition-Loco/Silk Road Gallery, 2011). 191 páginas.
- The Familiar Stranger. Tehran: Nazar, 2021. ISBN 9786001523113. Com ensaios em persa e inglês.